# Yitong
Yitong (chiń. 伊通满族自治县; pinyin: Yītōng Mǎnzú Zìzhìxiàn) – mandżurski powiat autonomiczny w północno-wschodnich Chinach, w prowincji Jilin, w prefekturze miejskiej Siping. W 1999 roku liczył 473 842 mieszkańców. 
Powiat otrzymał status powiatu autonomicznego 30 sierpnia 1988 roku.